# Amphisbaena vanzolinii
Amphisbaena vanzolinii este o specie de reptile din genul Amphisbaena, familia Amphisbaenidae, ordinul Squamata, descrisă de Gans 1963. Conform Catalogue of Life specia Amphisbaena vanzolinii nu are subspecii cunoscute.